# Turquia nos Jogos Olímpicos de Inverno de 2022
Turquia participa dos Jogos Olímpicos de Inverno de 2022, realizados em Pequim, na China.
Foi a 18.ª aparição do país em Olimpíadas de Inverno. Foi representado por sete atletas, sendo quatro homens e três mulheres.

## Competidores
| Esporte                                | Masculino | Feminino | Total |
| -------------------------------------- | --------- | -------- | ----- |
| Esqui alpino                           | 1         | 1        | 2     |
| Esqui cross-country                    | 1         | 2        | 3     |
| Patinação de velocidade em pista curta | 1         | 0        | 1     |
| Salto de esqui                         | 1         | 0        | 1     |
| Total                                  | 4         | 3        | 7     |

## Desempenho

### Esqui alpino
Masculino
| Atleta      | Evento         | Descida 1 | Descida 1 | Descida 2   | Descida 2   | Total       | Total       | Total       | Ref.  |
| Atleta      | Evento         | Tempo     | Pos.      | Tempo       | Pos.        | Tempo       | Dif.        | Pos.        | Ref.  |
| ----------- | -------------- | --------- | --------- | ----------- | ----------- | ----------- | ----------- | ----------- | ----- |
| Berkin Usta | Slalom         | DNF       | DNF       | Não avançou | Não avançou | Não avançou | Não avançou | Não avançou | [ 3 ] |
| Berkin Usta | Slalom gigante | 1:17.91   | 45        | 1:24.81     | 43          | 2:42.72     | +33.37      | 43          | [ 4 ] |

Feminino
| Atleta            | Evento         | Descida 1 | Descida 1 | Descida 2 | Descida 2 | Total   | Total  | Total | Ref.  |
| Atleta            | Evento         | Tempo     | Pos.      | Tempo     | Pos.      | Tempo   | Dif.   | Pos.  | Ref.  |
| ----------------- | -------------- | --------- | --------- | --------- | --------- | ------- | ------ | ----- | ----- |
| Özlem Çarıkçıoğlu | Slalom         | 1:09.45   | 56        | 1:09.47   | 49        | 2:18.92 | +33.94 | 49    | [ 5 ] |
| Özlem Çarıkçıoğlu | Slalom gigante | 1:15.98   | 59        | 1:14.75   | 47        | 2:30.73 | +35.04 | 48    | [ 6 ] |

### Esqui cross-country
Masculino
| Atleta           | Evento                | Qualificatório | Qualificatório | Qualificatório | Quartas de final | Quartas de final | Quartas de final | Semifinal   | Semifinal   | Semifinal   | Final       | Final       | Final       | Ref.  |
| Atleta           | Evento                | Tempo          | Dif.           | Pos.           | Tempo            | Dif.             | Pos.             | Tempo       | Dif.        | Pos.        | Tempo       | Dif.        | Pos.        | Ref.  |
| ---------------- | --------------------- | -------------- | -------------- | -------------- | ---------------- | ---------------- | ---------------- | ----------- | ----------- | ----------- | ----------- | ----------- | ----------- | ----- |
| Yusuf Emre Fırat | 15 km clássico        | —              | —              | —              | —                | —                | —                | —           | —           | —           | DNF         | DNF         | DNF         | [ 7 ] |
| Yusuf Emre Fırat | Velocidade individual | 3:15.96        | +30.93         | 80             | Não avançou      | Não avançou      | Não avançou      | Não avançou | Não avançou | Não avançou | Não avançou | Não avançou | Não avançou | [ 8 ] |

Feminino
| Atleta                           | Evento                 | Qualificatório | Qualificatório | Quartas     | Quartas     | Semifinal   | Semifinal   | Final       | Final       | Final       | Ref.   |
| Atleta                           | Evento                 | Tempo          | Pos.           | Tempo       | Pos.        | Tempo       | Pos.        | Tempo       | Dif.        | Pos.        | Ref.   |
| -------------------------------- | ---------------------- | -------------- | -------------- | ----------- | ----------- | ----------- | ----------- | ----------- | ----------- | ----------- | ------ |
| Ayşenur Duman                    | 10 km clássico         | —              | —              | —           | —           | —           | —           | 37:36.7     | 9:30.4      | 87          | [ 9 ]  |
| Özlem Ceren Dursun               | 10 km clássico         | —              | —              | —           | —           | —           | —           | 39:17.6     | 11:11.3     | 92          | [ 9 ]  |
| Ayşenur Duman                    | Velocidade individual  | 4:08.47        | 85             | Não avançou | Não avançou | Não avançou | Não avançou | Não avançou | Não avançou | Não avançou | [ 10 ] |
| Ayşenur Duman Özlem Ceren Dursun | Velocidade por equipes | —              | —              | —           | —           | LAP         | 12          | Não avançou | Não avançou | Não avançou | [ 11 ] |

### Patinação de velocidade em pista curta
Masculino
| Atleta      | Evento | Eliminatórias | Eliminatórias | Quartas  | Quartas | Semifinal | Semifinal | Final    | Final | Ref.   |
| Atleta      | Evento | Tempo         | Pos.          | Tempo    | Pos.    | Tempo     | Pos.      | Tempo    | Pos.  | Ref.   |
| ----------- | ------ | ------------- | ------------- | -------- | ------- | --------- | --------- | -------- | ----- | ------ |
| Furkan Akar | 1000 m | 1:25.462      | 2 Q           | 1:25.490 | 1 Q     | 1:27.102  | 3 QB      | 1:36.052 | 6     | [ 12 ] |

### Salto de esqui
Masculino
| Atleta              | Evento                  | Qualificação | Qualificação | Qualificação | 1.ª fase  | 1.ª fase | 1.ª fase | Final       | Final       | Final       | Total       | Total       | Ref.   |
| Atleta              | Evento                  | Distância    | Pontos       | Pos.         | Distância | Pontos   | Pos.     | Distância   | Pontos      | Pos.        | Pontos      | Pos.        | Ref.   |
| ------------------- | ----------------------- | ------------ | ------------ | ------------ | --------- | -------- | -------- | ----------- | ----------- | ----------- | ----------- | ----------- | ------ |
| Fatih Arda İpcioğlu | Pista normal individual | 74.5         | 52.8         | 46 Q         | 99.0      | 115.0    | 36       | Não avançou | Não avançou | Não avançou | Não avançou | Não avançou | [ 13 ] |
| Fatih Arda İpcioğlu | Pista longa individual  | 116.0        | 94.6         | 40 Q         | 124.0     | 109.5    | 40       | Não avançou | Não avançou | Não avançou | Não avançou | Não avançou | [ 14 ] |

Legenda
| Recorde mundial      | Recorde mundial (World record)               |                       | Recorde africano                      | Recorde africano (African) |                                           | Q | Classificado por posição (Qualified) |
| Recorde olímpico     | Recorde olímpico (Olympic record)            | Recorde da América    | Recorde da América (Americas)         | q                          | Classificado por melhor tempo (Qualified) |   |                                      |
| Melhor marca do ano  | Melhor marca do ano (World leading)          | Recorde asiático      | Recorde asiático (Asian)              | DNS                        | Não largou (Did not start)                |   |                                      |
| Recorde nacional     | Recorde nacional (National record)           | Recorde europeu       | Recorde europeu (European)            | DNF                        | Não terminou (Did not finish)             |   |                                      |
| Recorde pessoal      | Recorde pessoal do atleta (Personal best)    | Recorde da Oceania    | Recorde da Oceania (Oceania)          | DSQ / DQ                   | Desclassificado (Disqualified)            |   |                                      |
| Recorde da temporada | Recorde da temporada do atleta (Season best) | Recorde sul-americano | Recorde sul-americano (South America) | NM                         | Sem marca (No mark)                       |   |                                      |